# Lijst van heren van Zottegem

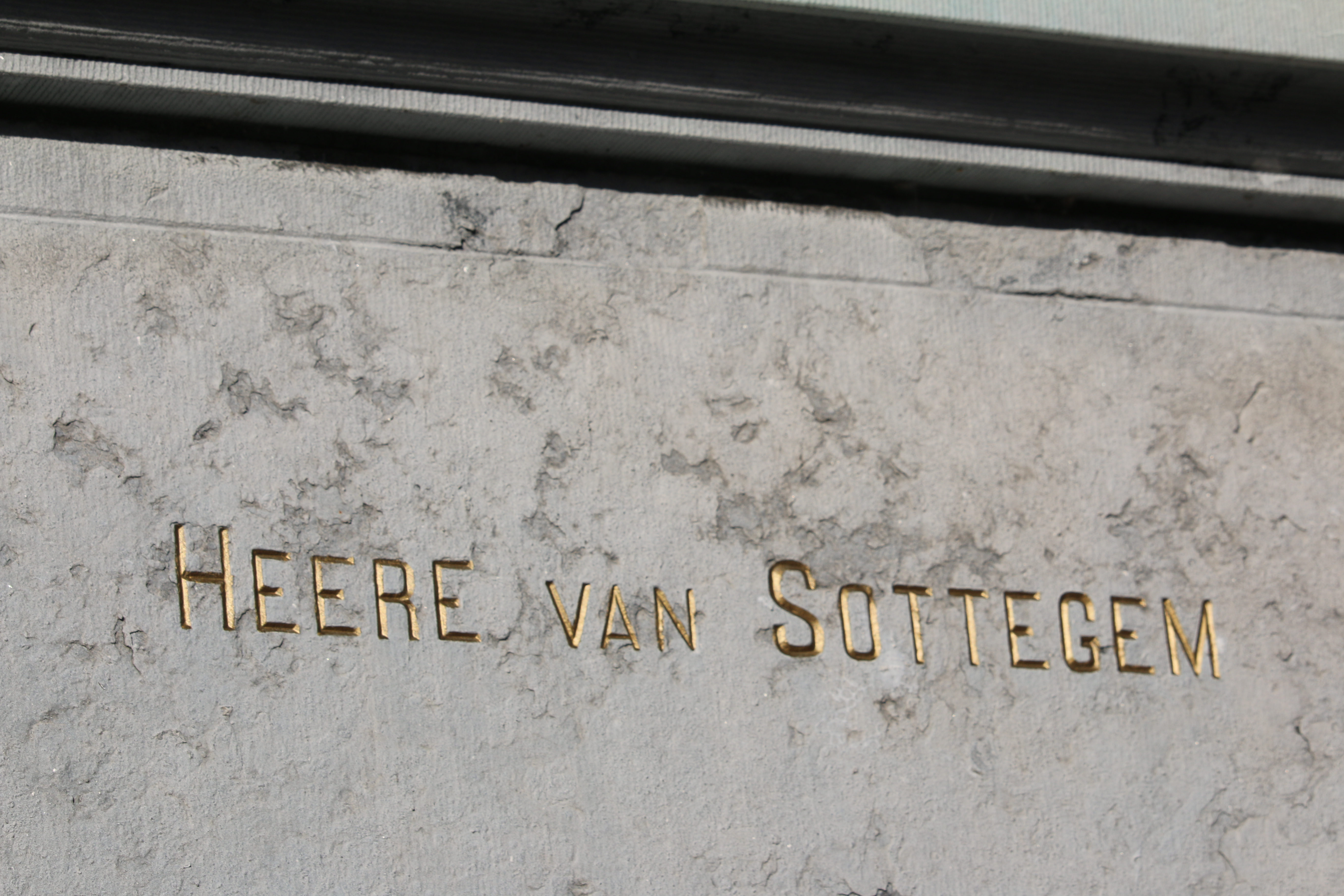
Opschrift Heere van Sottegem op het Egmontstandbeeld

Hieronder volgt een lijst met de heren van Zottegem. De heren van Sotteghem hadden hun thuisbasis in het Egmontkasteel, dat vanaf de 11e eeuw evolueerde van mottekasteel tot versterkte burcht tot luxueus hof van plaisance. De heren van Zottegem verwierven hun maatschappelijke en politieke machtspositie bij de machtsstrijd tussen de Vlaamse Graaf en de Duitse keizer in de 11de eeuw. De twaalfde-eeuwse heren van Zottegem waren van adel en hadden een hoge sociale status; ze droegen titels als baro (baanderheer), nobilis (edelman) en miles (ridder). De heren van Zottegem werden baanderheer van de baronie Zottegem (na de twaalfde eeuw verwierven ze macht over verschillende bezittingen in onder andere Zottegem, Erwetegem, Godveerdegem, Grotenberge, Sint-Goriks-Oudenhove) in het land van Aalst in het graafschap Vlaanderen. De titel 'heer van Zottegem' ging door de eeuwen heen over op verschillende adellijke geslachten door erfenissen en huwelijken.

## Heren van Zottegem

### Heren van Sotteghem
11de eeuw

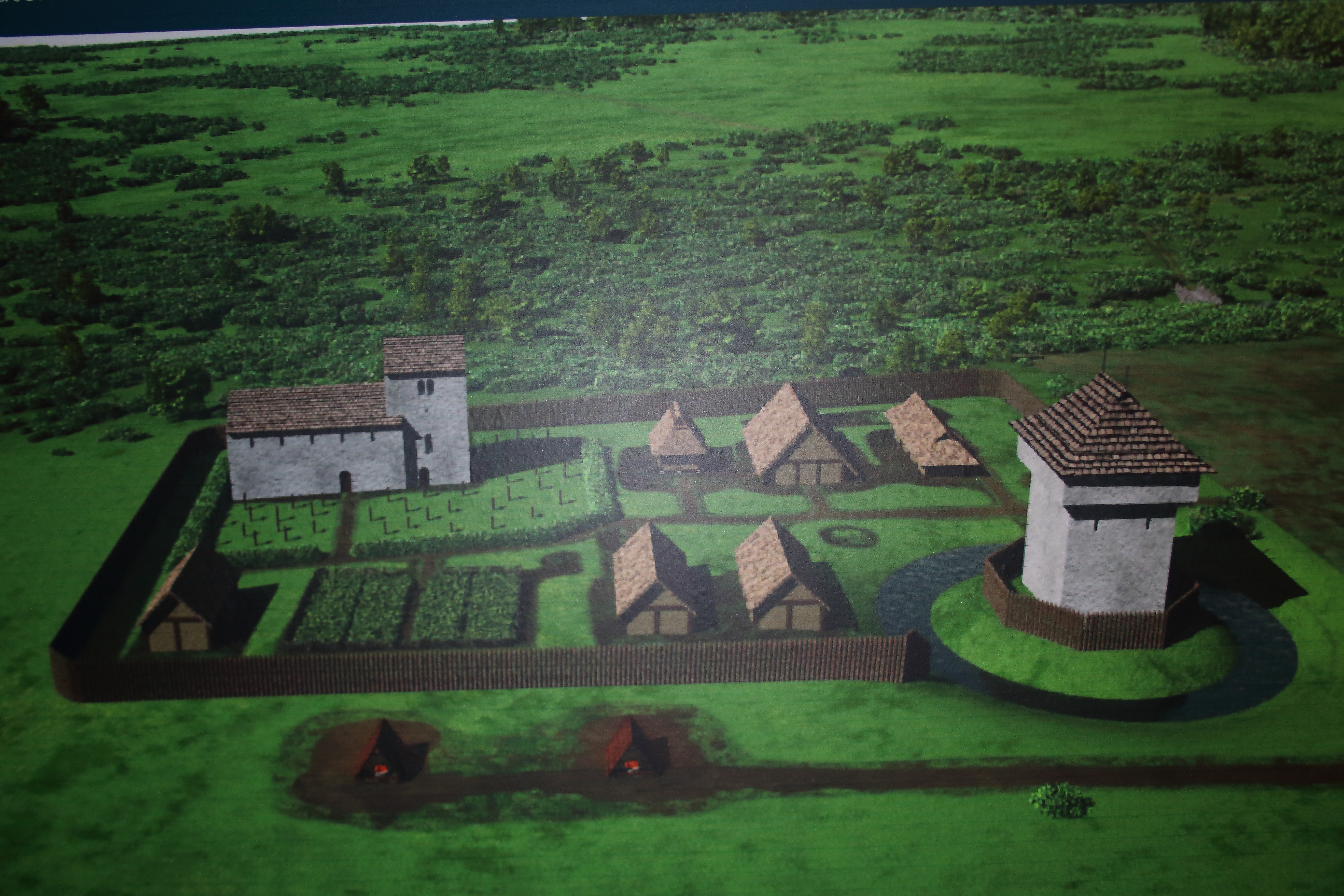
Reconstructie Egmontkasteel van de heren van Sotteghem in 1150

- Gerardus (Geraard), overleden in 1072
- Rothardus en broer Rotneth, vermeld in 1087 en 1088, eerste vermelding van Zottegem in een charter van Rothardus uit 1083
- Gerardus (Geraard), overleden in 1090

12de eeuw
- Walterus (Walter/Wouter) I, getrouwd met Waltrudis van Eine
- Walterus (Walter/Wouter) II, heer van Zottegem en Wolvertem, getrouwd met Aleisa, overleden rond 1186. Walterus had twee zonen, Walterus en Gerardus. Gerardus huwde met Beatrijs (dochter en erfgename van de Thierri, heer van Massemen), hun kleinzoon Robrecht werd rond 1275 de eerste heer van Leeuwergem [1].
- Walterus (Walter/Wouter) III, getrouwd met Richildis van Doornik, overleden rond 1212

13de eeuw
- Walterus (Walter/Wouter) IV (1212-1215)

### Geslacht Edingen

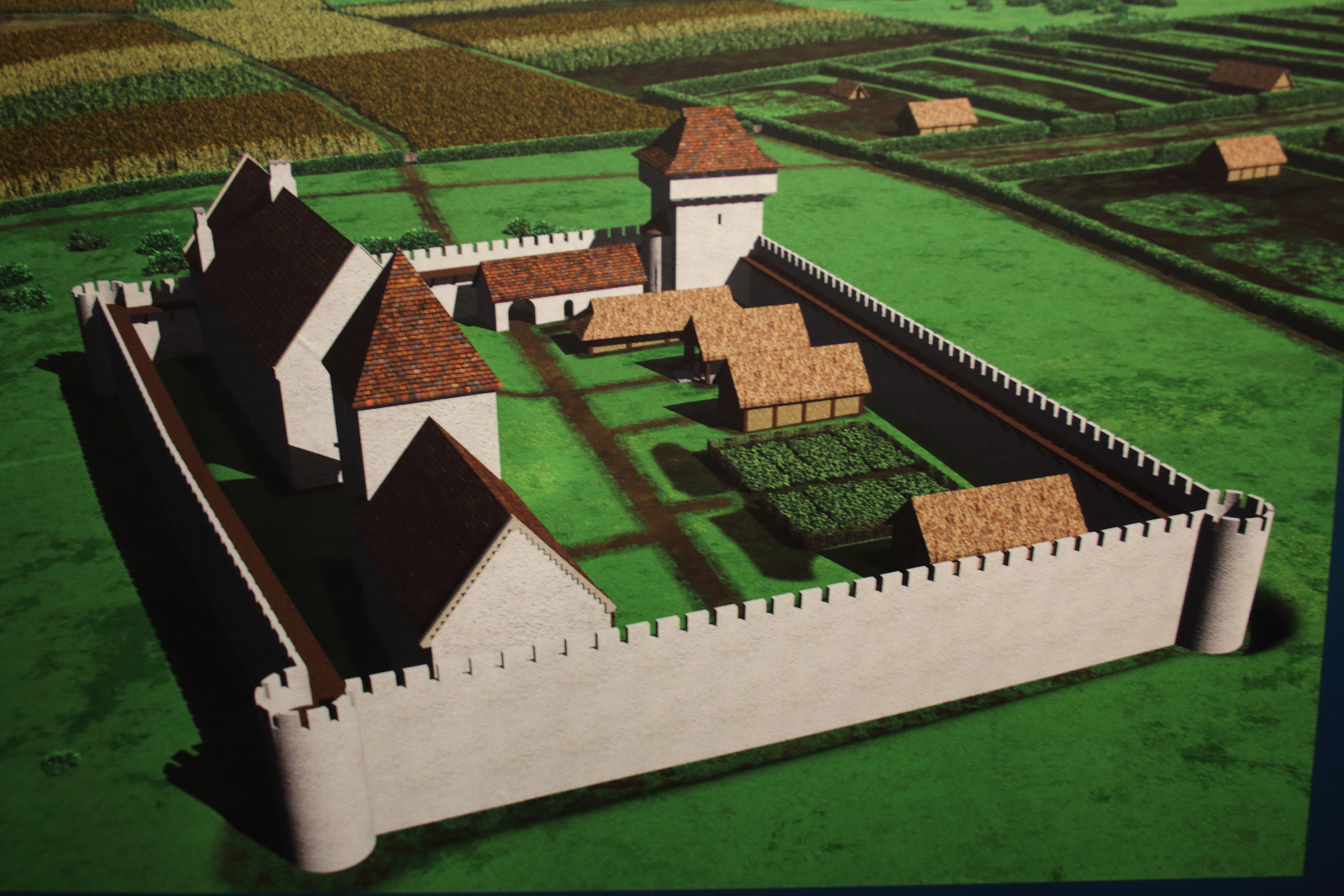
Reconstructie Egmontkasteel in de 14de eeuw

- Aleidis (Adelheid/Ida) dochter van Walterus III (en enig overgebleven erfgenaam) trouwde in 1219 met ridder Sigerus (Zeger I van Edingen), waardoor de titel 'heer van Zottegem' (sire de Sotengien, dominus de Sotengem) overging op het geslacht Edingen. In 1239 eindigde Zeger een charter met de woorden actum in domo mea apud Sotenghien.
- Gerardus (Geraard) I, jongere zoon van Aleidis en Zeger (Gerardus' oudere broer Wouter I van Edingen werd heer van Edingen), (1222-rond 1290), getrouwd met een dochter van Gerard van Viane. Dit verklaart waarom het voormalige wapen van Zottegem -op de kleuren na- gelijk was aan dat van Edingen. In 1286 erkende Geraard II Jan van Avesnes als leenheer en droeg zijn erfgoed (behalve de Vrijheid Zottegem en de 'toren van Zottegem') dus in leen op aan de graaf van Henegouwen (me maison de Sotenghien toute le ville et toutes les apendanches de tière devant dite, ensi comme ille s'estent, lequele je tieng en frank aluoet, [...] huers mise le tour de Sotenghien, derière le cambre, et le frankise de le vile) [2].

In 1286 was het allodiaal domein van de heren van Zottegem als volgt samengesteld: 
ce sunt li eskievin monsigneur de Sotenghien de son aluef li eskievin de le frankise de Sotenghien, li eskievin forain de Sotenghien, dit le bevenghem, li eskievin de Groentenberghe, li eskievin de Scoenenberghe, li eskievin de Winhusen, li eskievin de Gotferdenghem, li eskievin de le Beke, li eskievin de Oudenhove Notre-Dame, li eskievin de Oudenhoven Saint-Géri, li eskievin de Stripes, li eskievin de Bost et Tenrel de Boecle Saint-Denis 
(de Vrijheid van Zottegem, Zottegem buiten of Bevegem, Grotenberge, Schonenberge (onder St.-Lievens-Esse), Wijnhuize, Godveerdegem, Michelbeke, St.-Maria-Oudenhove, St.-Goriks-Oudenhove, Strijpen, Roborst en [...] Sint-Denijs-Boekel) .
- Gerardus (Geraard) II, zoon van Gerardus I, (Gérars, cevalier, sires de Sotenghien) getrouwd rond 1280 met Maria van Gent, dochter van de Gentse burggraaf Hugo II van Gent. Was van 1280 tot 1307 burggraaf van Gent) en kreeg samen met drie andere edelen na de Guldensporenslag de opdracht in 1304 om te onderhandelen over vrede met koning Filips IV van Frankrijk, wat leidde tot het verdrag van Athis-sur-Orge [3][4].

14de eeuw
- Hugo I, zoon van Gerardus II, gehuwd met Beatrix van Putten (dochter van Nicolas heer van Putten), overleden rond 1320

### Geslacht Antoing
- Hugo II, gehuwd met Catharina van Maldegem, kinderloos overleden; Zottegem kwamen daardoor in handen van (afstammelinge van Hugo I) Maria van Zottegem, echtgenote van Hugo van Antoing, dochter van Geraard II en tante van Hugo II.
- Isabeau (Isabella) van Antoing. Na Maria's dood in 1323 ging de titel over op haar dochter Isabella (Isabeau) van Antoing, burggravin van Gent, die op 30 november 1327 bij haar derde huwelijk trouwde met groot kamerheer van Frankrijk Jan I van Melun (gestorven 1350). In 1334 was haar de heerlijkheid Zottegem toebedeeld. Hierdoor ging de titel 'heer van Zottegem' over op het geslacht Melun. Op haar grafmonument in Antoing staat Isabeau, dame d'Antoing, d'Espinoy, Sottegem, chatelaine de Gand [...] femme et epouse a monseigneur le vicomte de Melum, chambellan de France [5].

### Geslacht Melun
- Hugo I van Melun (Hugues), ook burggraaf van Gent en heer van Antoing, getrouwd met Maria de Picquegny, later met Béatrix de Beaussart, overleden in 1406. In 1387 werd hij vermeld als edele en vermoghenden heere de heere van Antoing, heer van Antoing en Sotteghem [6]. In 1406 werd dhere van Antoengen, heere van Zoetighem vermeld [6] en in 1409 dhere van Antoengen, here van Zottigheem.

15de eeuw
- Jan IV van Melun, overleden in 1484. Jan IV van Melun werd kamerheer van Filips de Goede (Bourgondische Nederlanden) in 1432 benoemd tot ridder in de Orde van het Gulden Vlies. In 1437 werd le seigneur d'Antoing, seigneur de Zotteghen vermeld [6].
- Philipotta (Philippine) van Melun,  (1420-1456), ook dame van Antoing, dochter van Jan IV van Melun, kreeg bij haar huwelijk op 1 juni 1441 met Thibaut van Luxemburg-Saint Pol (heer van Fiennes) (1410-1477) de heerlijkheid Zottegem als bruidsschat mee, waardoor de titel 'heer van Zottegem' overging op het geslacht Luxemburg-Fiennes. Tussen 1451 en 1455 werd hij vermeld als edele ende moghende heere de heere van Fiennes ... den selven heere int landt van Zottenghem [7][8]

### Geslacht Luxemburg-Fiennes

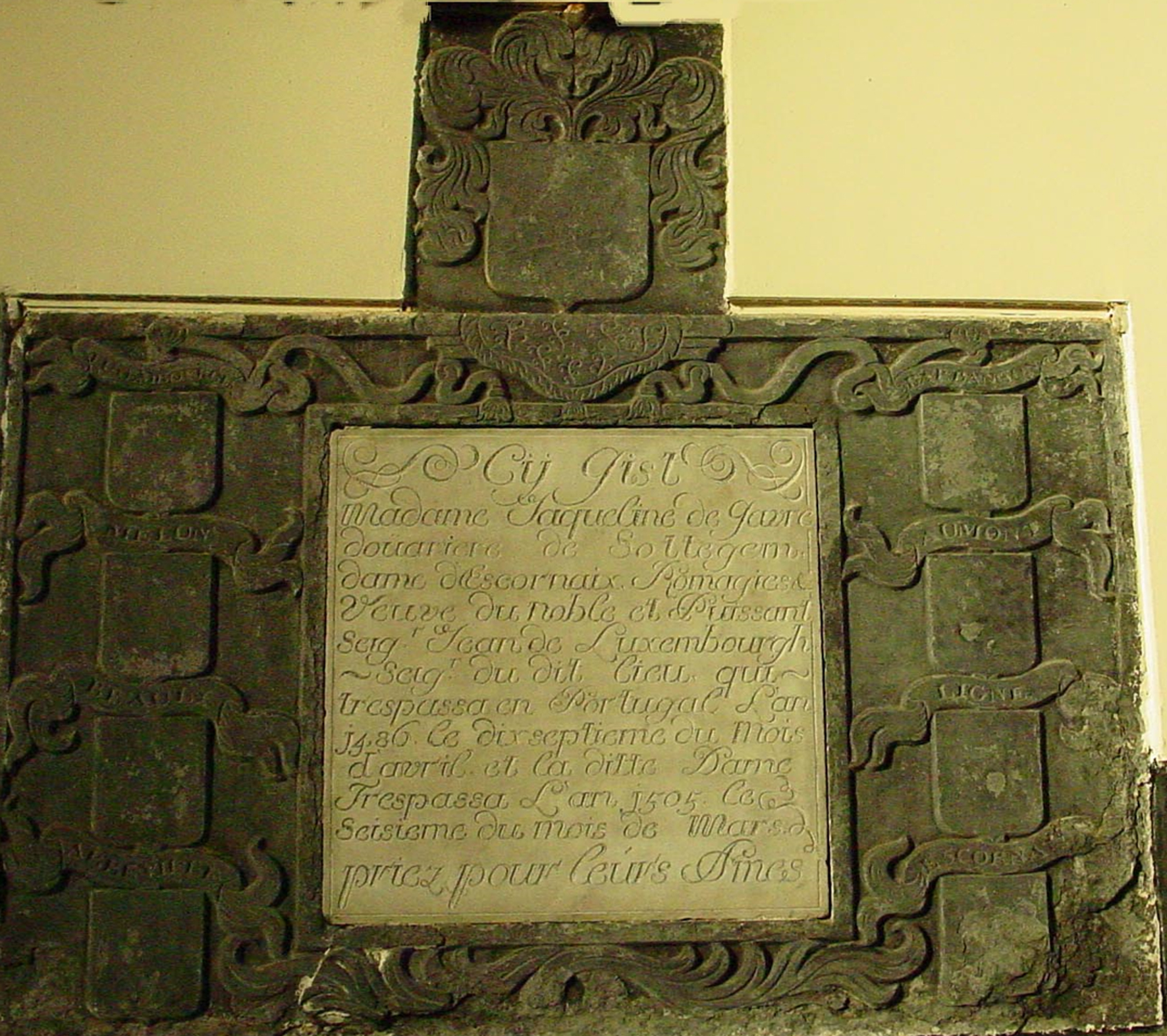
Grafplaat Jacqueline van Gavere-Schorisse douariere de Sottegem, echtgenote van heer van Zottegem Jan van Luxemburg

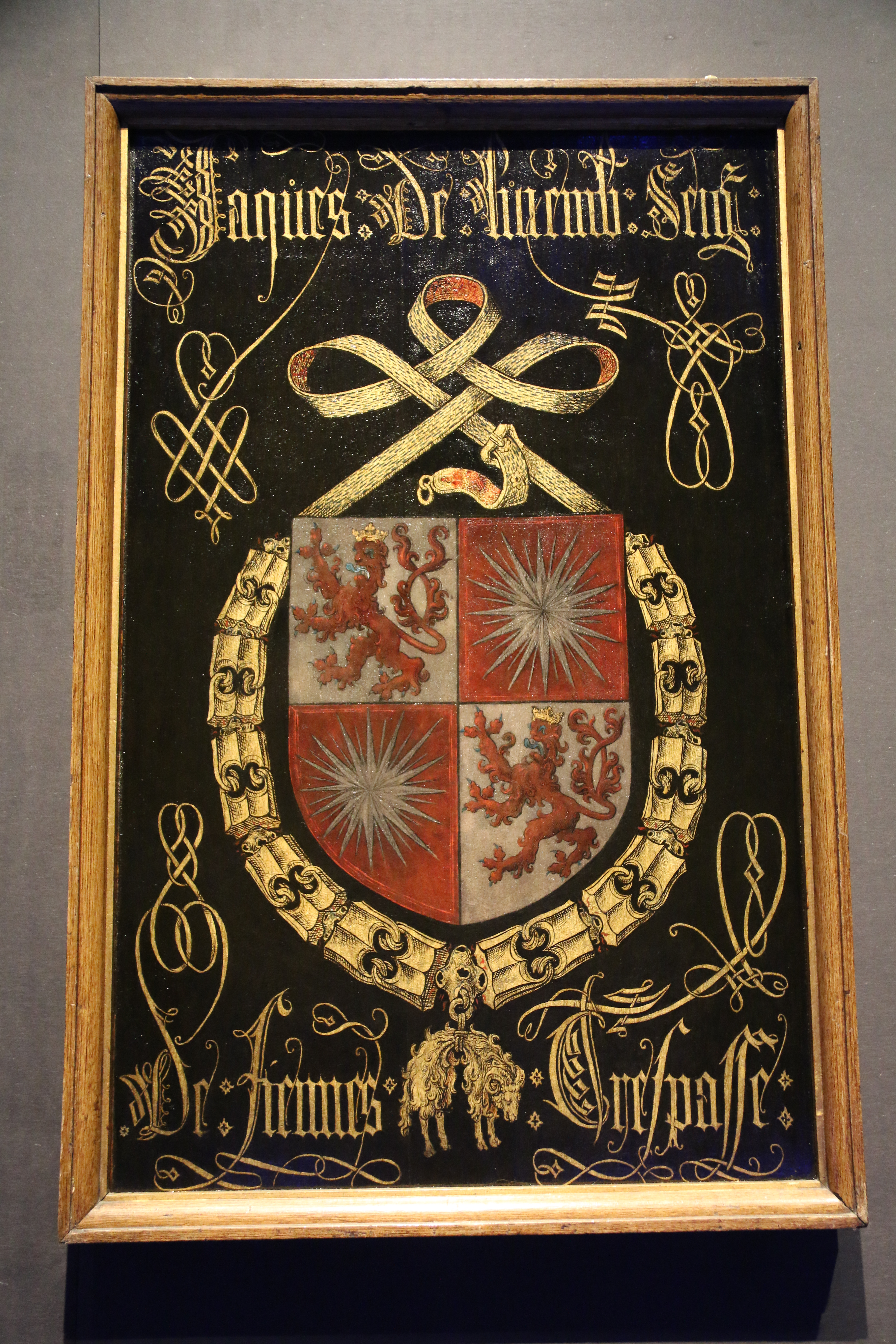
Wapenschild van Jacobus I van Luxemburg-Fiennes

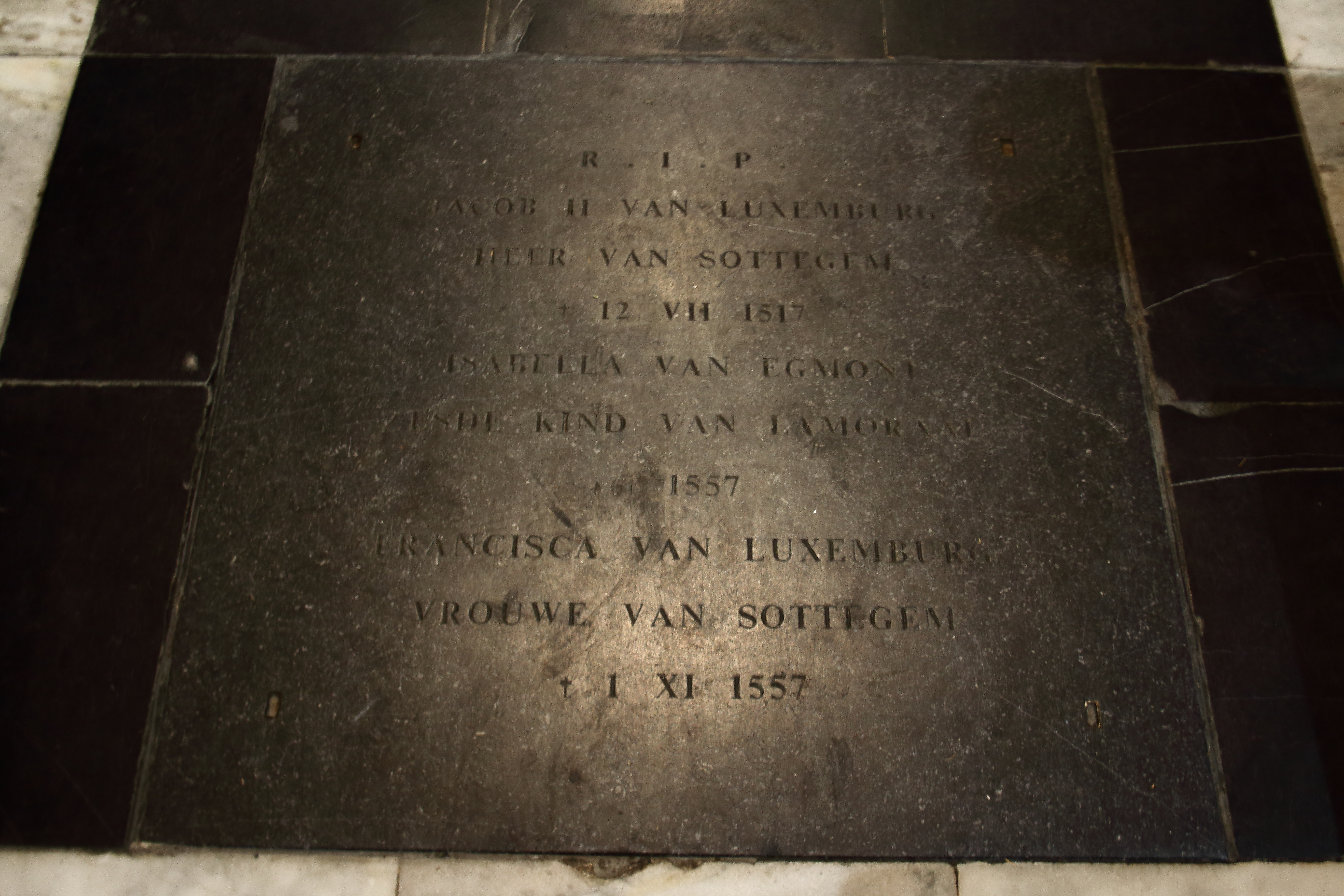
Grafplaat Jacobus II van Luxemburg-Fiennes en Francisca van Luxemburg, Onze-Lieve-Vrouw-Hemelvaartkerk Zottegem

- Jan van Luxemburg, zoon van Thibaut en Philipotta, getrouwd met Jacqueline van Gavere-Schorisse , kinderloos overleden in Portugal op 17 april 1485. In 1481 werd Jan vermeld in een lijst van edelen uit het Gentse als mer Jan van Luxenborch, heere van Zotteghem [9]. Op Jacquelines grafmonument in de Sint-Pieterskerk van Schorisse staat douariere de Sottegem [...] veuve du noble et puissant seigneur Jean de Luxembourg [...] qui trespassa en Portugal.
- Jacobus I van Luxemburg-Fiennes volgde zijn broer Jan op, was gehuwd met Maria van Berlaymont, dame van Lahamaide

16de eeuw (Spaanse Nederlanden)
- Jacobus II van Luxemburg-Fiennes, gehuwd met Margaretha van Brugge-Gruuthuse (1478-1520), in 1517 kocht hij ook de heerlijkheid Gavere. Overleed in 1517 en werd in Zottegem begraven.
- Jacobus III van Luxemburg-Fiennes, overleed kinderloos in 1530.

### Huis EgmontenHuis Egmont-Pignatelli

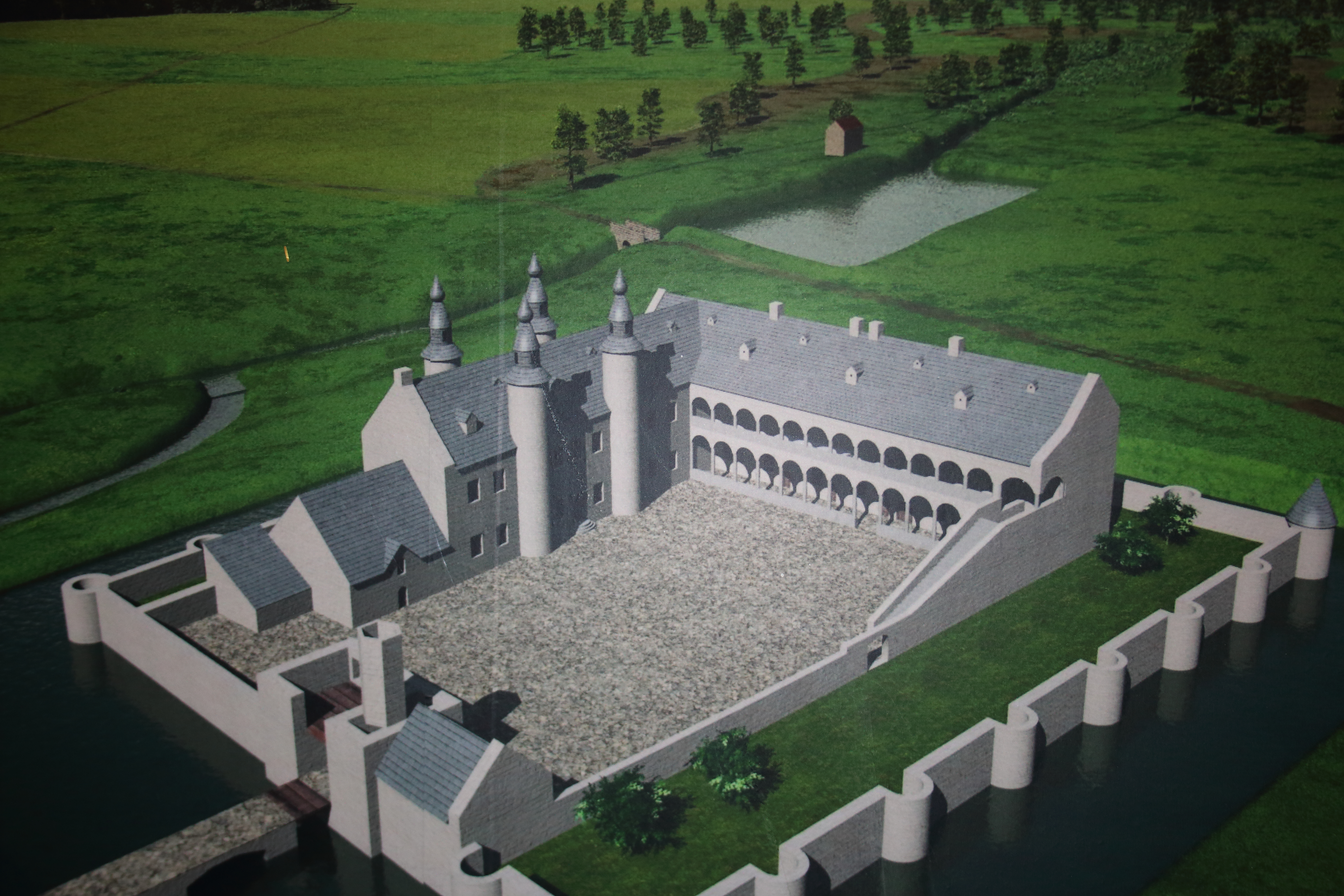
Reconstructie Egmontkasteel in de 16e eeuw

- Francisca van Luxemburg (gestorven 1557 en in Zottegem begraven), zus van de kinderloze Jacobus III, was gehuwd met Jan IV van Egmont, waardoor de titel 'heer van Zottegem' overging op het huis Egmont.

| Regering    | Naam                    | Geboren           | Overleden             | Familie |
| ----------- | ----------------------- | ----------------- | --------------------- | ------- |
| 1528 - 1541 | Karel I                 |                   | 7 december 1541       | Zoon    |
| 1541 - 1568 | Lamoraal I              | 18 november 1522  | 5 juni 1568           | Broer   |
| 1568 - 1590 | Filips                  | 1558              | 14 maart 1590         | Zoon    |
| 1590 - 1617 | Lamoraal II             | ca. 1565          | 23 mei 1617           | Broer   |
| 1617 - 1620 | Karel II                | 1567              | 18 januari 1620       | Broer   |
| 1620 - 1654 | Lodewijk                | 1600              | 27 juli 1654          | Zoon    |
| 1654 - 1682 | Lodewijk Filips         | 1630              | 16 maart 1682         | Zoon    |
| 1682 - 1693 | Lodewijk Ernest         | 1665              | 17 september 1693     | Zoon    |
| 1693 - 1707 | Procopo Frans           | 18 september 1664 | 15 september 1707     | Broer   |
| 1707-1743   | Procopo Pignatelli*     | 20 november 1703  | 1 mei 1743            | Neef    |
| 1743-1753   | Guido Felix Pignatelli* | 5 november 1720   | 3 juli september 1753 | Zoon    |
| 1753-1795   | Casimir Pignatelli*     | 6 november 1727   | 1 december 1801       | Broer   |

- * Via Maria Clara van Egmont (getrouwd met Nicola Pignatelli) kwam de titel 'heer van Zottegem' in de Oostenrijkse Nederlanden in het bezit van het Huis Pignatelli; zij voegden de titel (graaf van) Egmont toe aan hun naam en werden zo het geslacht Pignatelli-Egmont of Egmont-Pignatelli. Zowel Procopo Pignatelli, Guido Felix Pignatelli als Casimir Pignatelli voerden de titel comte d'Egmont.[10] In de Franse Tijd in België verloren ze hun bezittingen en verdween de titel 'heer van Zottegem'.